# Gopha
Gopha is een geslacht van vlinders van de familie tandvlinders (Notodontidae).

## Soorten
- G. albipuncta Schaus, 1901
- G. inquieta Draudt, 1932
- G. melanitis Schaus, 1939
- G. mixtipennis Walker, 1862
- G. niveigutta Schaus, 1906
- G. praxia Schaus, 1922